# Petaurista hainanus
Petaurista hainanus — вид гризунів родини Sciuridae. Ендемік Китаю. Таксон відокремлено від P. philippensis.